# Ecuador en los Juegos Paralímpicos de Atenas 2004
Ecuador estuvo representado en los Juegos Paralímpicos de Atenas 2004 por cuatro deportistas, tres hombres y una mujer. El equipo paralímpico ecuatoriano no obtuvo ninguna medalla en estos Juegos.